# Andrapa
Andrapa (łac. Dioecesis Andrapenus) – stolica historycznej diecezji w Cesarstwie Rzymskim (prowincja Helenopontus), współcześnie w Turcji. Od początku XX w. katolickie biskupstwo tytularne (wakujące od 1966).

## Biskupi tytularni
| Lp. | Biskup                   | Funkcja                                         | Od               | Do               |
| --- | ------------------------ | ----------------------------------------------- | ---------------- | ---------------- |
| 1   | Massimiliano Novelli     | emerytowany biskup Colle di Val d’Elsa (Włochy) | 15 stycznia 1921 | 14 lipca 1921    |
| 2   | Mateo Colom y Canals OSA | biskup pomocniczy Toledo (Hiszpania)            | 29 lipca 1921    | 14 grudnia 1922  |
| 3   | César Angel Vigiani OFM  | wikariusz apostolski Chaco (Boliwia)            | 21 czerwca 1924  | 24 kwietnia 1961 |
| 4   | John Francis Whealon     | biskup pomocniczy Cleveland (USA)               | 5 czerwca 1961   | 9 grudnia 1966   |